# Satoshi Yokoyama
Satoshi Yokoyama (横山 聡 Yokoyama Satoshi?, nacido el 14 de febrero de 1980 en Yamaguchi) es un exfutbolista japonés. Jugaba de delantero y su último club fue el Blaublitz Akita de Japón.

## Trayectoria

### Clubes
| Club            | País  | Año         |
| --------------- | ----- | ----------- |
| Omiya Ardija    | Japón | 2001 - 2005 |
| Shonan Bellmare | Japón | 2006        |
| Tochigi SC      | Japón | 2007 - 2008 |
| Blaublitz Akita | Japón | 2009 - 2010 |